# Larry Bwalya
Larry Bwalya (ur. 29 maja 1995 w Kitwe) – zambijski piłkarz grający na pozycji środkowego pomocnika. Od 2022 jest zawodnikiem klubu Sekhukhune United FC.

## Kariera klubowa
Swoją karierę piłkarską Bwalya rozpoczął w klubie Zanaco FC. W sezonie 2014 zadebiutował w jego barwach w pierwszej lidze zambijskiej. W sezonie 2015 wywalczył z nim wicemistrzostwo, a w sezonie 2016 - mistrzostwo Zambii. W latachj 2017-2020 był zawodnikiem Power Dynamos FC. W 2020 przeszedł do tanzańskiego Simba SC. W sezonie 2020/2021 sięgnął z nim po dublet - mistrzostwo i Puchar Tanzanii, a w sezonie 2021/2022 został wicemistrzem tego kraju.
Latem 2022 Bwalya przeszedł do południowoafrykańskiego AmaZulu FC. Swój debiut w nim zaliczył 10 sierpnia 2022 w wygranym 2:1 domowym meczu z Supersport United FC. W AmaZulu grał przez rok.
W 2023 roku Bwalya został piłkarzem Sekhukhune United FC. Swój debiut w nim zanotował 4 sierpnia 2023 w przegranym 1:2 domowym meczu z Mamelodi Sundowns FC.

## Kariera reprezentacyjna
W reprezentacji Zambii Bwalya zadebiutował 22 stycznia 2018 w zremisowanym 1:1 meczu Mistrzostw Narodów Afryki 2019 z Namibią, rozegranym w Casablance. W 2024 roku powołano go do kadry na Puchar Narodów Afryki 2023. Rozegrał w nim jeden mecz grupowy, z Demokratyczną Republiką Konga (1:1).